# Superserien 2013
Superserien 2013 var Sveriges högsta division i amerikansk fotboll för herrar säsongen 2013. Serien spelades 30 maj–25 augusti 2013 och vanns av Tyresö Royal Crowns. Den utökades med ett lag jämfört med föregående säsong och den nya platsen gick till Kristianstad Predators. Serien var uppdelad i två konferenser med gemensam tabell. Lagen möttes i dubbelmöten i den egna konferensen och i enkelmöten mellan konferenserna. Vinst gav 2 poäng, oavgjort 1 poäng och förlust 0 poäng.
De fyra bäst placerade lagen gick vidare till slutspel. SM-slutspelet spelades 31 augusti–7 september och vanns av Carlstad Crusaders.

## Konferensindelning
Konferensindelningen baserades på lagens placering i grundserien 2012.
| Rankning | Lag                    |
| -------- | ---------------------- |
| 1        | Tyresö Royal Crowns    |
| 4        | STU Northside Bulls    |
| 5        | Arlanda Jets           |
| 8        | Kristianstad Predators |

| Rankning | Lag                     |
| -------- | ----------------------- |
| 2        | Carlstad Crusaders      |
| 3        | Örebro Black Knights    |
| 6        | Uppsala 86ers           |
| 7        | Stockholm Mean Machines |

## Tabell
| Nr | Lag                        | S  | V | O | F  | GP  | IP  | PS   | P  |
| -- | -------------------------- | -- | - | - | -- | --- | --- | ---- | -- |
| 1  | Tyresö Royal Crowns (RL)   | 10 | 9 | 0 | 1  | 349 | 56  | +293 | 18 |
| 2  | Uppsala 86ers              | 10 | 8 | 0 | 2  | 334 | 170 | +164 | 16 |
| 3  | Carlstad Crusaders (RM)    | 10 | 7 | 0 | 3  | 480 | 212 | +268 | 14 |
| 4  | Örebro Black Knights       | 10 | 6 | 0 | 4  | 342 | 181 | +161 | 12 |
| 5  | Kristianstad Predators (U) | 10 | 6 | 0 | 4  | 334 | 237 | +97  | 12 |
| 6  | STU Northside Bulls        | 10 | 3 | 0 | 7  | 214 | 265 | −51  | 6  |
| 7  | Stockholm Mean Machines    | 10 | 1 | 0 | 9  | 73  | 479 | −406 | 2  |
| 8  | Arlanda Jets               | 10 | 0 | 0 | 10 | 24  | 550 | −526 | 0  |

Färgkoder:
|      | – Kvalificerad för mästerskapsslutspel |
| (RL) | – Regerande ligamästare (seriesegrare) |
| (RM) | – Regerande svenska mästare            |
| (U)  | – Uppflyttad från division 1           |

## Matchresultat
| Hemma \ Borta           | AJ   | CC    | KP    | SMM   | STU   | TRC   | U86   | ÖBK   |
| Arlanda Jets            | —    | —     | 6–41  | 6–21  | 0–60  | 0–42  | 0–56  | —     |
| Carlstad Crusaders      | 89–0 | —     | —     | 82–0  | 45–20 | —     | 54–20 | 40–21 |
| Kristianstad Predators  | 76–6 | 40–35 | —     | —     | 48–22 | 21–31 | —     | 28–35 |
| Stockholm Mean Machines | —    | 8–66  | 14–41 | —     | —     | 0–63  | 3–34  | 0–42  |
| STU Northside Bulls     | 25–0 | —     | 14–25 | 37–13 | —     | 0–17  | 6–41  | —     |
| Tyresö Royal Crowns     | 61–0 | 35–14 | 44–7  | —     | 28–0  | —     | —     | 19–0  |
| Uppsala 86ers           | —    | 56–34 | 30–7  | 46–41 | —     | 14–9  | —     | 25–13 |
| Örebro Black Knights    | 79–6 | 12–21 | —     | 62–0  | 48–30 | —     | 30–12 | —     |

## Slutspel

### Semifinaler
|       | 31 Augusti 2013 | Tyresö Royal Crowns | 21 – 28 ÖT            | Örebro Black Knights | Tyresövallen |  |
| 17:30 | 17:30           |                     | (7 – 21) Matchrapport |                      |              |  |
| 17:30 | 17:30           |                     |                       |                      |              |  |
| 17:30 | 17:30           |                     |                       |                      |              |  |

|       | 1 September 2013 | Uppsala 86ers | 57 – 81                | Carlstad Crusaders | Studenternas IP            |                            |
| 17:00 | 17:00            |               | (21 – 35) Matchrapport |                    | Publik: 957 Domare: F Adus | Publik: 957 Domare: F Adus |
| 17:00 | 17:00            |               |                        |                    | Publik: 957 Domare: F Adus | Publik: 957 Domare: F Adus |
| 17:00 | 17:00            |               |                        |                    | Publik: 957 Domare: F Adus | Publik: 957 Domare: F Adus |

### Final
|       | 7 september 2013 | Carlstad Crusaders | 47 – 25                | Örebro Black Knights | Tele2 Arena                      |                                  |
| 19:00 | 19:00            |                    | (34 – 10) Matchrapport |                      | Publik: 4 032 Domare: Klas Leidö | Publik: 4 032 Domare: Klas Leidö |
| 19:00 | 19:00            |                    |                        |                      | Publik: 4 032 Domare: Klas Leidö | Publik: 4 032 Domare: Klas Leidö |
| 19:00 | 19:00            |                    |                        |                      | Publik: 4 032 Domare: Klas Leidö | Publik: 4 032 Domare: Klas Leidö |

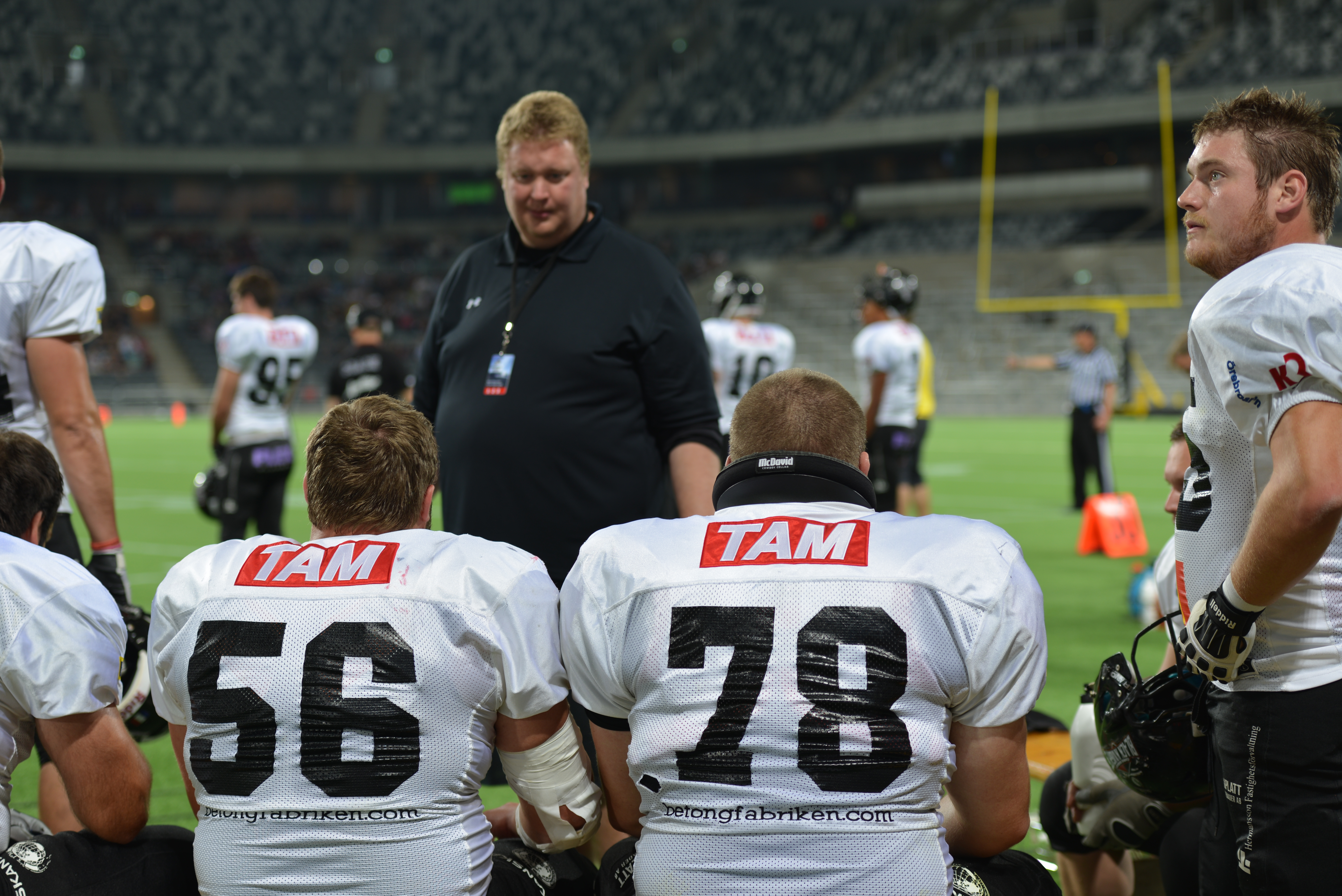
Örebros avbytarbänk
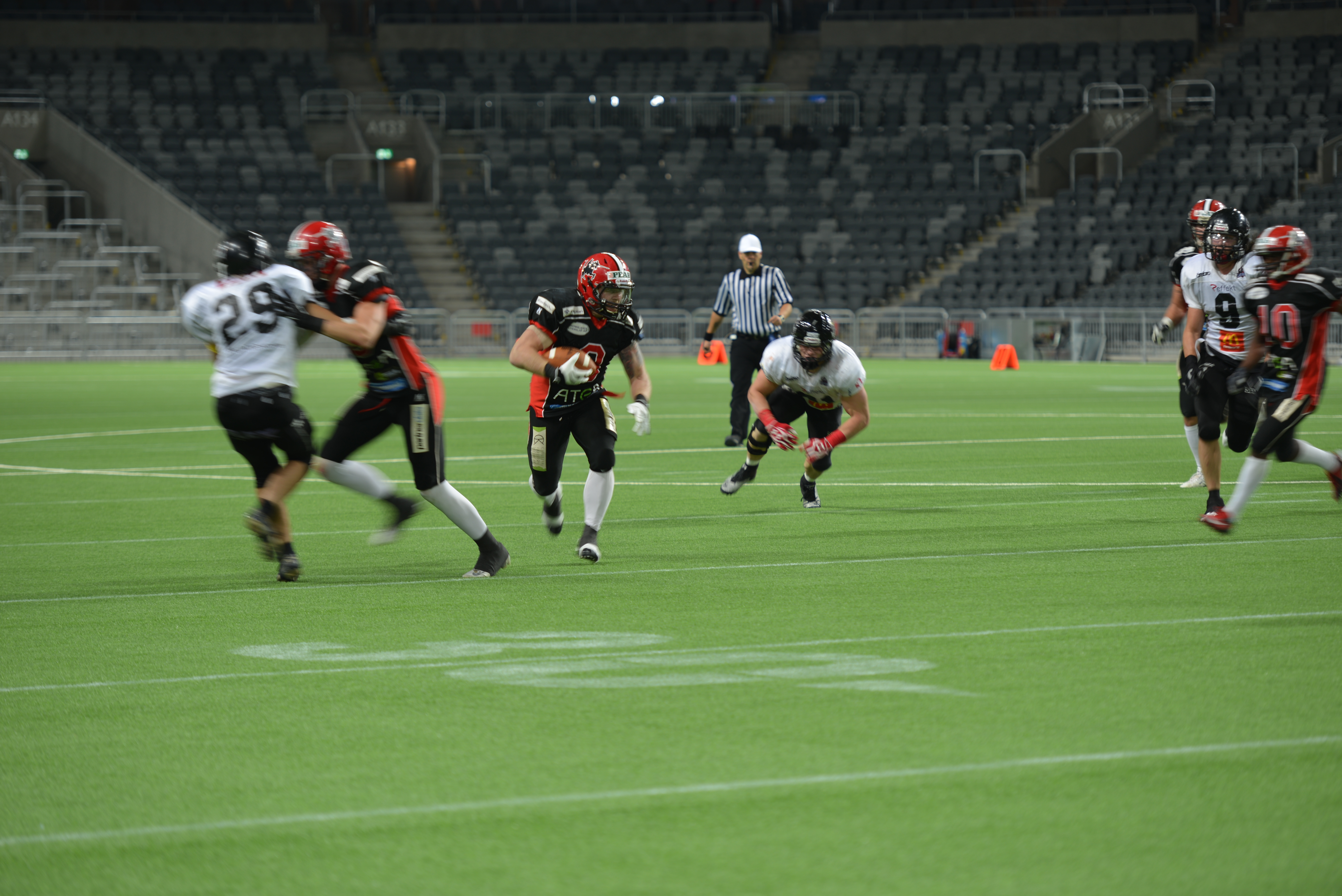
Matchbild
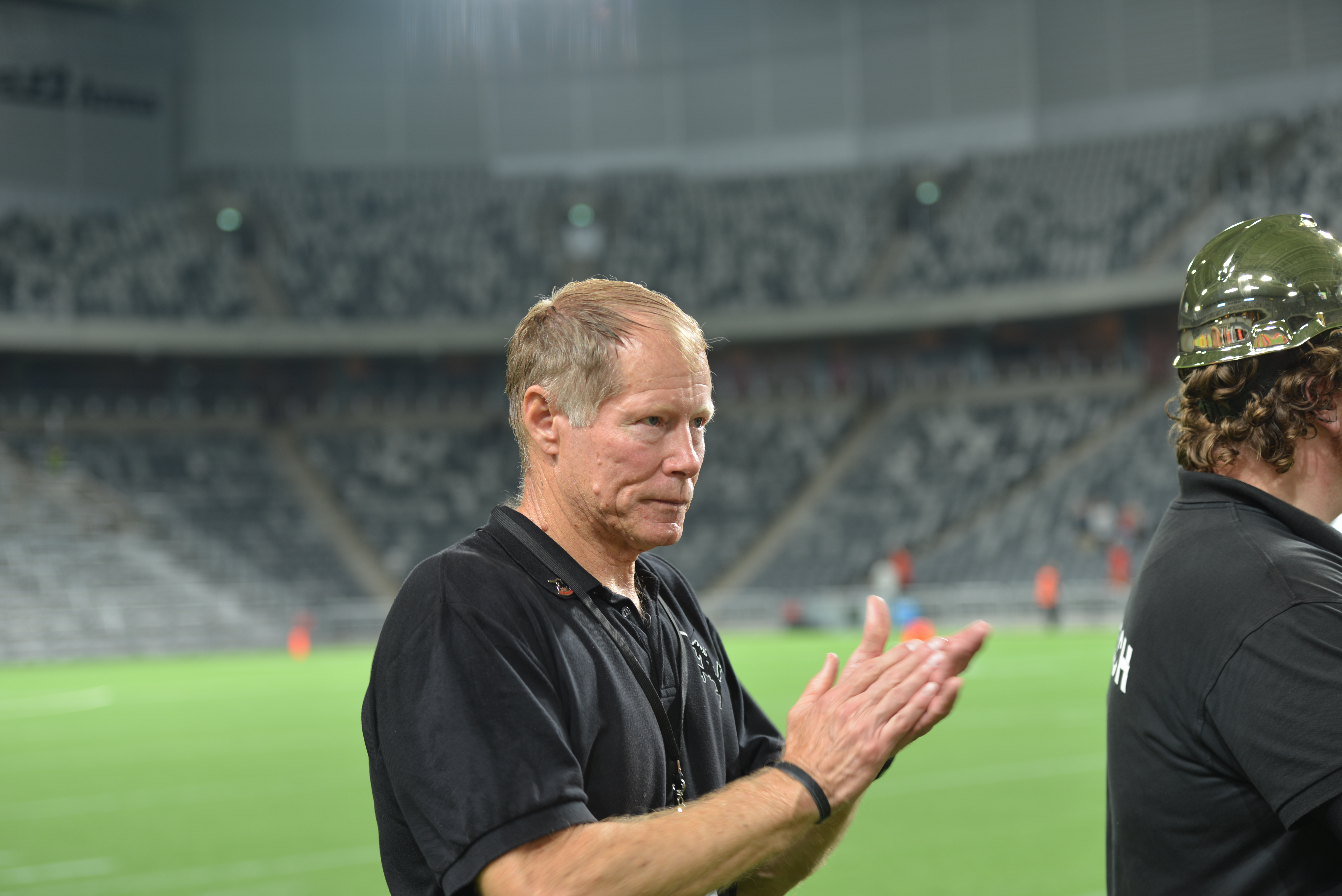
Carlstads coach Doug Adkins
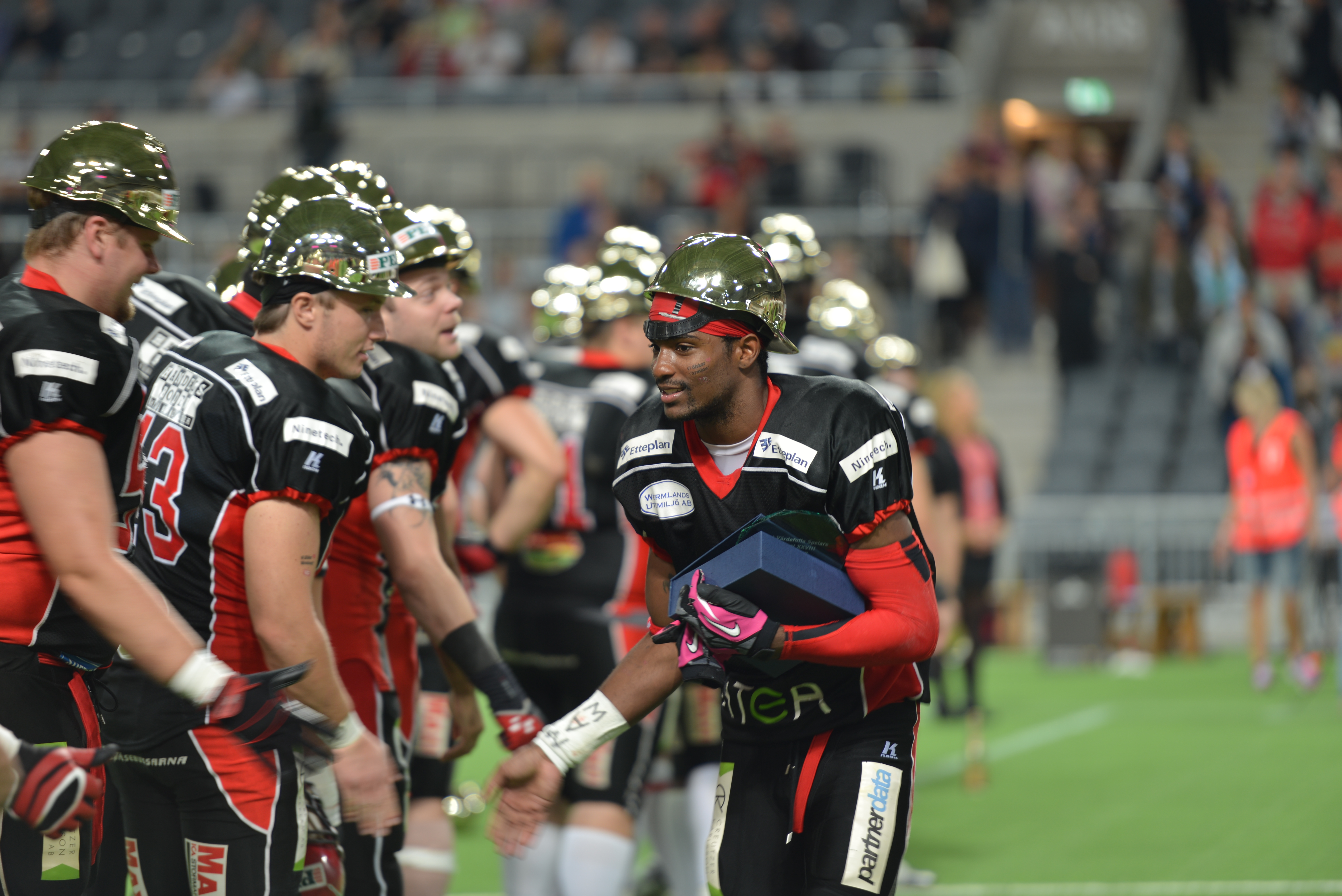
Lewis Walker, Carlstads mest värdefulle spelare
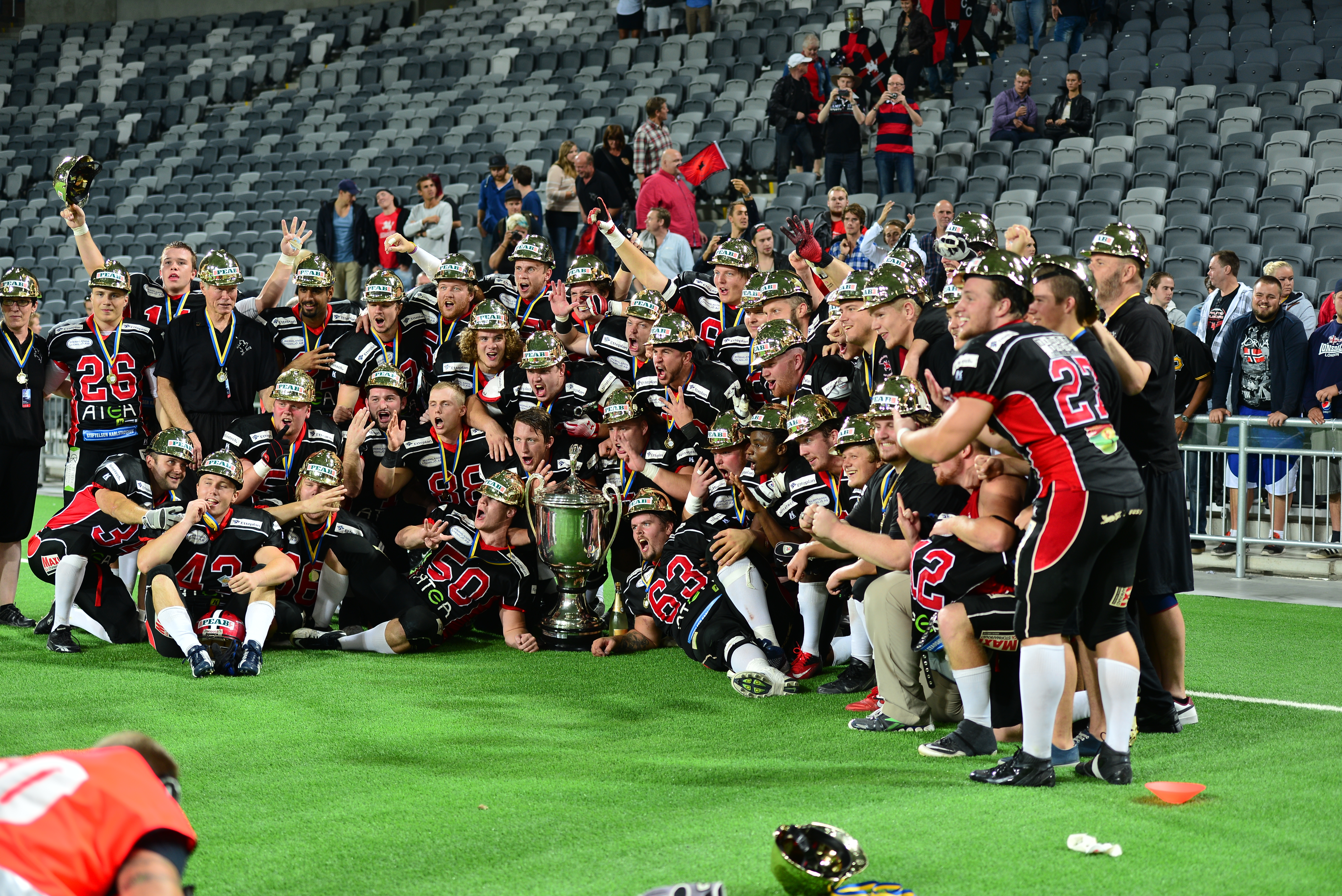
Svenska mästarna